# Penitas
Penitas è un centro abitato degli Stati Uniti d'America situato nella contea di Hidalgo dello Stato del Texas.
La popolazione era di 4.403 persone al censimento del 2010. Fa parte dell'area metropolitana di McAllen–Edinburg–Mission e Reynosa–McAllen.

## Geografia fisica
Penitas è situata a 26°13′52″N 98°26′42″W (26.231111, -98.445000), al confine con il Messico.
Secondo lo United States Census Bureau, first settled in 1520, ha un'area totale di 2,0 miglia quadrate (5,2 km²), di cui lo 0,50% d'acqua.

## Società

### Evoluzione demografica
Secondo il censimento del 2000, c'erano 1.167 persone, 319 nuclei familiari e 279 famiglie residenti nella città. La densità di popolazione era di 582,1 persone per miglio quadrato (225,3/km²). C'erano 421 unità abitative a una densità media di 210,0 per miglio quadrato (81,3/km²). La composizione etnica della città era formata dall'83,29% di bianchi, lo 0,09% di afroamericani, lo 0,09% di nativi americani, il 16,20% di altre razze, e lo 0,34% di due o più etnie. Ispanici o latinos di qualunque razza erano il 98,03% della popolazione.
C'erano 319 nuclei familiari di cui il 48,9% aveva figli di età inferiore ai 18 anni, il 73,7% aveva coppie sposate conviventi, il 10,7% aveva un capofamiglia femmina senza marito, e il 12,5% erano non-famiglie. Il 10,3% di tutti i nuclei familiari erano individuali e il 6,3% aveva componenti con un'età di 65 anni o più che vivevano da soli. Il numero di componenti medio di un nucleo familiare era di 3,66 e quello di una famiglia era di 3,99.
La popolazione era composta dal 32,9% di persone sotto i 18 anni, il 10,5% di persone dai 18 ai 24 anni, il 27,8% di persone dai 25 ai 44 anni, il 19,6% di persone dai 45 ai 64 anni, e il 9,1% di persone di 65 anni o più. L'età media era di 29 anni. Per ogni 100 femmine c'erano 91,0 maschi. Per ogni 100 femmine dai 18 anni in giù, c'erano 86,4 maschi.
Il reddito medio di un nucleo familiare era di 26.071 dollari e quello di una famiglia era di 28.355 dollari. I maschi avevano un reddito medio di 21.932 dollari contro i 14.583 dollari delle femmine. Il reddito pro capite era di 8.500 dollari. Circa il 25,4% delle famiglie e il 28,2% della popolazione erano sotto la soglia di povertà, incluso il 32,9% di persone sotto i 18 anni e il 28,0% di persone di 65 anni o più.